# Hrabstwo Howard (Nebraska)
Hrabstwo Howard (ang. Howard County) – hrabstwo w stanie Nebraska w Stanach Zjednoczonych. Obszar całkowity hrabstwa obejmuje powierzchnię 575,59 mil2 (1 490,78 km²). Według danych z 2010 r. hrabstwo miało 6 274 mieszkańców. Hrabstwo powstało w 1871 roku i nosi imię Olivera Howarda - generała wojsk Unii podczas wojny secesyjnej.

## Sąsiednie hrabstwa
- Hrabstwo Greeley (północ)
- Hrabstwo Nance (północny wschód)
- Hrabstwo Merrick (wschód)
- Hrabstwo Hall (południe)
- Hrabstwo Buffalo (południowy zachód)
- Hrabstwo Sherman (zachód)
- Hrabstwo Valley (północny zachód)

## Miasta
- St. Paul
- St. Libory (CDP)

## Wioski
- Cotesfield
- Cushing
- Dannebrog
- Elba
- Farwell
- Howard City